# Verwaltungsgliederung Deutschlands 1997
In diesem Artikel wird die Verwaltungsgliederung Deutschlands 1997 dargestellt. Die Bevölkerungszahlen geben den Stand vom 1. Januar 1997 wieder.
Aufgelistet werden die Länder, Regierungsbezirke, kreisfreien Städte und Landkreise, für Baden-Württemberg auch die Regionen. Es werden die Angaben des Gemeindeverzeichnisses (Ausgabe 1997) des Statistischen Bundesamtes übernommen.

## Länder
| Land                   | Einwohner  | Fläche in km2 | Bev.-Dichte Ew./km2 |
| ---------------------- | ---------- | ------------- | ------------------- |
| Baden-Württemberg      | 10.374.505 | 35.751,76     | 290                 |
| Bayern                 | 12.043.869 | 70.550,87     | 171                 |
| Berlin                 | 3.458.763  | 890,85        | 3.883               |
| Brandenburg            | 2.554.441  | 29.475,72     | 87                  |
| Bremen                 | 677.770    | 404,23        | 1.677               |
| Hamburg                | 1.707.986  | 755,20        | 2.262               |
| Hessen                 | 6.027.284  | 21.114,45     | 285                 |
| Mecklenburg-Vorpommern | 1.817.196  | 23.170,24     | 78                  |
| Niedersachsen          | 7.815.148  | 47.612,24     | 164                 |
| Nordrhein-Westfalen    | 17.947.715 | 34.077,70     | 527                 |
| Rheinland-Pfalz        | 4.000.567  | 19.846,50     | 202                 |
| Saarland               | 1.084.184  | 2.570,15      | 422                 |
| Sachsen                | 4.545.702  | 18.412,71     | 247                 |
| Sachsen-Anhalt         | 2.723.620  | 20.447,46     | 133                 |
| Schleswig-Holstein     | 2.742.293  | 15.770,47     | 174                 |
| Thüringen              | 2.491.119  | 16.170,88     | 154                 |
| Deutschland            | 82.012.162 | 357.021,43    | 230                 |

## Baden-Württemberg
| Landkreis (ggf. Sitz)                              | Einwohner | Fläche in km2 | Bev.-Dichte Ew./km2 |
| -------------------------------------------------- | --------- | ------------- | ------------------- |
| Konstanz                                           | 260.423   | 817,99        | 318                 |
| Lörrach                                            | 213.459   | 806,83        | 265                 |
| Waldshut (in Waldshut-Tiengen)                     | 164.152   | 1.131,19      | 145                 |
| Regionalverband Hochrhein-Bodensee                 | 638.034   | 2.756,01      | 232                 |
| Landkreis (ggf. Sitz)                              | Einwohner | Fläche in km2 | Bev.-Dichte Ew./km2 |
| Rottweil                                           | 139.688   | 769,44        | 182                 |
| Schwarzwald-Baar-Kreis (in Villingen-Schwenningen) | 209.031   | 1.025,13      | 204                 |
| Tuttlingen                                         | 130.451   | 734,34        | 178                 |
| Region Schwarzwald-Baar-Heuberg                    | 479.170   | 2.528,91      | 189                 |
| Stadtkreis                                         | Einwohner | Fläche in km2 | Bev.-Dichte Ew./km2 |
| Freiburg im Breisgau                               | 200.393   | 153,06        | 1.309               |
| Landkreis (ggf. Sitz)                              | Einwohner | Fläche in km2 | Bev.-Dichte Ew./km2 |
| Breisgau-Hochschwarzwald (in Freiburg im Breisgau) | 233.460   | 1.378,33      | 169                 |
| Emmendingen                                        | 147.440   | 679,93        | 217                 |
| Ortenaukreis (in Offenburg)                        | 401.260   | 1.860,73      | 216                 |
| Regionalverband Südlicher Oberrhein                | 982.553   | 4.072,05      | 241                 |
| Regierungsbezirk Freiburg                          | 2.099.757 | 9.356,97      | 224                 |

| Stadtkreis                          | Einwohner | Fläche in km2 | Bev.-Dichte Ew./km2 |
| ----------------------------------- | --------- | ------------- | ------------------- |
| Baden-Baden                         | 52.995    | 140,18        | 378                 |
| Karlsruhe                           | 277.191   | 173,47        | 1.598               |
| Landkreis                           | Einwohner | Fläche in km2 | Bev.-Dichte Ew./km2 |
| Karlsruhe                           | 408.641   | 1.084,88      | 377                 |
| Rastatt                             | 220.217   | 738,77        | 298                 |
| Regionalverband Mittlerer Oberrhein | 959.044   | 2.137,30      | 449                 |
| Stadtkreis                          | Einwohner | Fläche in km2 | Bev.-Dichte Ew./km2 |
| Pforzheim                           | 118.703   | 97,84         | 1.213               |
| Landkreis (ggf. Sitz)               | Einwohner | Fläche in km2 | Bev.-Dichte Ew./km2 |
| Calw                                | 157.328   | 797,53        | 197                 |
| Enzkreis (in Pforzheim)             | 187.845   | 573,91        | 327                 |
| Freudenstadt                        | 119.216   | 870,75        | 137                 |
| Regionalverband Nordschwarzwald     | 1.114.584 | 2.441,85      | 456                 |
| Stadtkreis                          | Einwohner | Fläche in km2 | Bev.-Dichte Ew./km2 |
| Heidelberg                          | 138.869   | 108,87        | 1.276               |
| Mannheim                            | 312.216   | 144,95        | 2.154               |
| Landkreis (ggf. Sitz)               | Einwohner | Fläche in km2 | Bev.-Dichte Ew./km2 |
| Neckar-Odenwald-Kreis (in Mosbach)  | 147.761   | 1.126,28      | 131                 |
| Rhein-Neckar-Kreis (in Heidelberg)  | 515.738   | 1.061,77      | 486                 |
| Region Unterer Neckar               | 1.114.584 | 2.441,85      | 456                 |
| Regierungsbezirk Karlsruhe          | 2.656.721 | 6.919,18      | 384                 |

| Stadtkreis                                | Einwohner | Fläche in km2 | Bev.-Dichte Ew./km2 |
| ----------------------------------------- | --------- | ------------- | ------------------- |
| Heilbronn                                 | 121.556   | 99,87         | 1.217               |
| Landkreis (ggf. Sitz)                     | Einwohner | Fläche in km2 | Bev.-Dichte Ew./km2 |
| Heilbronn                                 | 307.315   | 1.099,58      | 279                 |
| Hohenlohekreis (in Künzelsau)             | 105.257   | 776,69        | 136                 |
| Main-Tauber-Kreis (in Tauberbischofsheim) | 137.299   | 1.304,58      | 105                 |
| Schwäbisch Hall                           | 182.460   | 1.484,08      | 123                 |
| Region Franken                            | 853.887   | 4.764,80      | 179                 |
| Landkreis (ggf. Sitz)                     | Einwohner | Fläche in km2 | Bev.-Dichte Ew./km2 |
| Heidenheim                                | 137.758   | 627,23        | 220                 |
| Ostalbkreis (in Aalen)                    | 312.257   | 1.511,49      | 207                 |
| Region Ostwürttemberg                     | 450.015   | 2.138,72      | 210                 |
| Stadtkreis                                | Einwohner | Fläche in km2 | Bev.-Dichte Ew./km2 |
| Stuttgart                                 | 585.540   | 207,34        | 2.824               |
| Landkreis (ggf. Sitz)                     | Einwohner | Fläche in km2 | Bev.-Dichte Ew./km2 |
| Böblingen                                 | 354.580   | 617,82        | 574                 |
| Esslingen                                 | 492.851   | 641,45        | 768                 |
| Göppingen                                 | 255.669   | 642,32        | 398                 |
| Ludwigsburg                               | 487.784   | 687,34        | 710                 |
| Rems-Murr-Kreis (in Waiblingen)           | 401.635   | 858,18        | 468                 |
| Region Stuttgart                          | 2.578.059 | 3.654,45      | 705                 |
| Regierungsbezirk Stuttgart                | 3.881.961 | 10.557,97     | 368                 |

| Landkreis (ggf. Sitz)                 | Einwohner | Fläche in km2 | Bev.-Dichte Ew./km2 |
| ------------------------------------- | --------- | ------------- | ------------------- |
| Bodenseekreis (in Friedrichshafen)    | 194.574   | 664,71        | 246                 |
| Ravensburg                            | 253.551   | 1.631,81      | 139                 |
| Sigmaringen                           | 131.223   | 1.204,29      | 93                  |
| Regionalverband Bodensee-Oberschwaben | 589.348   | 3.500,81      | 168                 |
| Stadtkreis                            | Einwohner | Fläche in km2 | Bev.-Dichte Ew./km2 |
| Ulm                                   | 116.021   | 118,69        | 978                 |
| Landkreis (ggf. Sitz)                 | Einwohner | Fläche in km2 | Bev.-Dichte Ew./km2 |
| Alb-Donau-Kreis (in Ulm)              | 181.648   | 1.357,34      | 134                 |
| Biberach                              | 177.603   | 1.409,83      | 126                 |
| Region Donau-Iller                    | 475,272   | 2.885,86      | 165                 |
| Landkreis (ggf. Sitz)                 | Einwohner | Fläche in km2 | Bev.-Dichte Ew./km2 |
| Reutlingen                            | 273.620   | 1.094,11      | 250                 |
| Tübingen                              | 204.960   | 519,15        | 395                 |
| Zollernalbkreis (in Balingen)         | 192.866   | 917,71        | 210                 |
| Regionalverband Neckar-Alb            | 671.446   | 2.530,97      | 265                 |
| Regierungsbezirk Tübingen             | 1.736.066 | 8.917,64      | 195                 |

## Bayern
| Kreisfreie Stadt                                         | Einwohner | Fläche in km2 | Bev.-Dichte Ew./km2 |
| -------------------------------------------------------- | --------- | ------------- | ------------------- |
| Ansbach                                                  | 39.941    | 99,94         | 400                 |
| Erlangen                                                 | 100.842   | 76,97         | 1.310               |
| Fürth                                                    | 108.260   | 63,34         | 1.709               |
| Nürnberg                                                 | 492.864   | 185,81        | 2.653               |
| Schwabach                                                | 37.985    | 40,71         | 933                 |
| Landkreis                                                | Einwohner | Fläche in km2 | Bev.-Dichte Ew./km2 |
| Ansbach                                                  | 179.695   | 1.972,17      | 91                  |
| Erlangen-Höchstadt (in Erlangen)                         | 125.428   | 564,59        | 222                 |
| Fürth                                                    | 111.694   | 307,61        | 363                 |
| Neustadt a.d.Aisch-Bad Windsheim (in Neustadt a.d.Aisch) | 95.998    | 1.267,59      | 76                  |
| Nürnberger Land (in Lauf a.d.Pegnitz)                    | 166.545   | 800,82        | 208                 |
| Roth                                                     | 120.554   | 895,31        | 135                 |
| Weißenburg-Gunzenhausen (in Weißenburg i.Bay.)           | 94.476    | 970,80        | 97                  |
| Regierungsbezirk Mittelfranken                           | 1.674.282 | 7.245,66      | 231                 |

| Kreisfreie Stadt                  | Einwohner | Fläche in km2 | Bev.-Dichte Ew./km2 |
| --------------------------------- | --------- | ------------- | ------------------- |
| Landshut                          | 59.100    | 65,74         | 899                 |
| Passau                            | 50.798    | 69,75         | 728                 |
| Straubing                         | 44.482    | 67,70         | 657                 |
| Landkreis (ggf. Sitz)             | Einwohner | Fläche in km2 | Bev.-Dichte Ew./km2 |
| Deggendorf                        | 113.330   | 861,14        | 132                 |
| Dingolfing-Landau (in Dingolfing) | 87.949    | 877,78        | 99                  |
| Freyung-Grafenau (in Freyung)     | 81.788    | 984,23        | 83                  |
| Kelheim                           | 105.887   | 1.060,90      | 99                  |
| Landshut                          | 135.254   | 1.348,05      | 100                 |
| Passau                            | 183.182   | 1.530,28      | 120                 |
| Regen                             | 82.376    | 975,08        | 84                  |
| Rottal-Inn (in Pfarrkirchen)      | 116.100   | 1.280,84      | 91                  |
| Straubing-Bogen (in Straubing)    | 91.720    | 1.202,15      | 76                  |
| Regierungsbezirk Niederbayern     | 1.151.960 | 10.329,64     | 112                 |

| Kreisfreie Stadt                              | Einwohner | Fläche in km2 | Bev.-Dichte Ew./km2 |
| --------------------------------------------- | --------- | ------------- | ------------------- |
| Ingolstadt                                    | 112.929   | 133,37        | 847                 |
| München                                       | 1.225.809 | 310,47        | 3.948               |
| Rosenheim                                     | 58.908    | 37,23         | 1.582               |
| Landkreis (ggf. Sitz)                         | Einwohner | Fläche in km2 | Bev.-Dichte Ew./km2 |
| Altötting                                     | 106.743   | 569,60        | 187                 |
| Bad Tölz-Wolfratshausen (in Bad Tölz)         | 111.642   | 1.110,68      | 101                 |
| Berchtesgadener Land (in Bad Reichenhall)     | 99.051    | 839,90        | 118                 |
| Dachau                                        | 123.720   | 579,18        | 214                 |
| Ebersberg                                     | 111.508   | 549,34        | 203                 |
| Eichstätt                                     | 114.014   | 1.214,68      | 94                  |
| Erding                                        | 106.765   | 870,77        | 123                 |
| Freising                                      | 143.341   | 799,48        | 179                 |
| Fürstenfeldbruck                              | 167.064   | 434,73        | 430                 |
| Garmisch-Partenkirchen                        | 85.777    | 1.012,29      | 85                  |
| Landsberg a.Lech                              | 100.687   | 804,42        | 125                 |
| Miesbach                                      | 89.230    | 863,52        | 103                 |
| Mühldorf a.Inn                                | 106.585   | 805,31        | 132                 |
| München                                       | 280.844   | 667,26        | 421                 |
| Neuburg-Schrobenhausen (in Neuburg a.d.Donau) | 86.800    | 739,80        | 117                 |
| Pfaffenhofen a.d.Ilm                          | 106.666   | 760,98        | 140                 |
| Rosenheim                                     | 226.880   | 1.438,51      | 158                 |
| Starnberg                                     | 120.160   | 487,92        | 246                 |
| Traunstein                                    | 164.248   | 1.533,96      | 107                 |
| Weilheim-Schongau (in Weilheim i.OB)          | 122.205   | 966,42        | 126                 |
| Regierungsbezirk Oberbayern                   | 3.991.576 | 17.529,82     | 228                 |

| Kreisfreie Stadt             | Einwohner | Fläche in km2 | Bev.-Dichte Ew./km2 |
| ---------------------------- | --------- | ------------- | ------------------- |
| Bamberg                      | 68.708    | 54,63         | 1.276               |
| Bayreuth                     | 73.676    | 66,89         | 1.101               |
| Coburg                       | 43.874    | 48,12         | 912                 |
| Hof                          | 52.320    | 57,78         | 904                 |
| Landkreis                    | Einwohner | Fläche in km2 | Bev.-Dichte Ew./km2 |
| Bamberg                      | 138.239   | 1.167,38      | 118                 |
| Bayreuth                     | 108.043   | 1.272,97      | 85                  |
| Coburg                       | 91.687    | 590,49        | 155                 |
| Forchheim                    | 110.314   | 643,03        | 172                 |
| Hof                          | 110.563   | 892,29        | 124                 |
| Kronach                      | 76.658    | 651,50        | 118                 |
| Kulmbach                     | 78.732    | 656,45        | 120                 |
| Lichtenfels                  | 70.870    | 521,48        | 136                 |
| Wunsiedel i.Fichtelgebirge   | 88.928    | 606,71        | 147                 |
| Regierungsbezirk Oberfranken | 1.113.612 | 7.230,16      | 154                 |

| Kreisfreie Stadt            | Einwohner | Fläche in km2 | Bev.-Dichte Ew./km2 |
| --------------------------- | --------- | ------------- | ------------------- |
| Amberg                      | 43.184    | 50,04         | 863                 |
| Regensburg                  | 125.318   | 80,81         | 1.551               |
| Weiden i.d.OPf.             | 48.308    | 68,49         | 632                 |
| Landkreis (ggf. Sitz)       | Einwohner | Fläche in km2 | Bev.-Dichte Ew./km2 |
| Amberg-Sulzbach (in Amberg) | 106.469   | 1.255,25      | 85                  |
| Cham                        | 129.830   | 1.510,30      | 86                  |
| Neumarkt i.d.OPf.           | 121.911   | 1.344,21      | 91                  |
| Neustadt a.d.Waldnaab       | 99.853    | 1.429,99      | 70                  |
| Regensburg                  | 168.731   | 1.395,21      | 121                 |
| Schwandorf                  | 140.783   | 1.472,62      | 96                  |
| Tirschenreuth               | 80.627    | 1.083,54      | 74                  |
| Regierungsbezirk Oberpfalz  | 1.060.014 | 9.690,46      | 109                 |

| Kreisfreie Stadt               | Einwohner | Fläche in km2 | Bev.-Dichte Ew./km2 |
| ------------------------------ | --------- | ------------- | ------------------- |
| Augsburg                       | 258.457   | 147,14        | 1.757               |
| Kaufbeuren                     | 42.612    | 40,02         | 1.065               |
| Kempten (Allgäu)               | 61.606    | 63,29         | 973                 |
| Memmingen                      | 40.673    | 70,18         | 579                 |
| Landkreis (ggf. Sitz)          | Einwohner | Fläche in km2 | Bev.-Dichte Ew./km2 |
| Aichach-Friedberg (in Aichach) | 119.112   | 780,85        | 153                 |
| Augsburg                       | 229.356   | 1.071,11      | 214                 |
| Dillingen a.d.Donau            | 91.770    | 791,91        | 116                 |
| Donau-Ries (in Donauwörth)     | 128.272   | 1.274,91      | 101                 |
| Günzburg                       | 120.269   | 762,32        | 158                 |
| Lindau (Bodensee)              | 76.071    | 323,35        | 235                 |
| Neu-Ulm                        | 157.575   | 515,62        | 306                 |
| Oberallgäu (in Sonthofen)      | 145.048   | 1.527,46      | 95                  |
| Ostallgäu (in Marktoberdorf)   | 127.506   | 1.395,04      | 91                  |
| Unterallgäu (in Mindelheim)    | 130.066   | 1.230,35      | 106                 |
| Regierungsbezirk Schwaben      | 1.729.293 | 9.993,56      | 173                 |

| Kreisfreie Stadt                          | Einwohner | Fläche in km2 | Bev.-Dichte Ew./km2 |
| ----------------------------------------- | --------- | ------------- | ------------------- |
| Aschaffenburg                             | 66.152    | 62,76         | 1.054               |
| Schweinfurt                               | 55.747    | 35,75         | 1.559               |
| Würzburg                                  | 126.970   | 87,66         | 1.448               |
| Landkreis                                 | Einwohner | Fläche in km2 | Bev.-Dichte Ew./km2 |
| Aschaffenburg                             | 171.758   | 699,38        | 246                 |
| Bad Kissingen                             | 109.662   | 1.136,69      | 96                  |
| Haßberge (in Haßfurt)                     | 87.399    | 956,59        | 91                  |
| Kitzingen                                 | 87.849    | 684,46        | 128                 |
| Main-Spessart (in Karlstadt)              | 131.749   | 1.322,66      | 100                 |
| Miltenberg                                | 129.111   | 715,62        | 180                 |
| Rhön-Grabfeld (in Bad Neustadt a.d.Saale) | 86.449    | 1.021,91      | 85                  |
| Schweinfurt                               | 114.561   | 839,85        | 136                 |
| Würzburg                                  | 155.725   | 968,24        | 161                 |
| Regierungsbezirk Unterfranken             | 1.323.132 | 8.531,57      | 155                 |

## Brandenburg
| Kreisfreie Stadt                       | Einwohner | Fläche in km2 | Bev.-Dichte Ew./km2 |
| -------------------------------------- | --------- | ------------- | ------------------- |
| Brandenburg an der Havel               | 84.493    | 207,88        | 406                 |
| Cottbus                                | 120.812   | 150,33        | 804                 |
| Frankfurt (Oder)                       | 79.784    | 147,63        | 540                 |
| Potsdam                                | 134.773   | 109,33        | 1.233               |
| Landkreis (Sitz)                       | Einwohner | Fläche in km2 | Bev.-Dichte Ew./km2 |
| Barnim (in Eberswalde)                 | 154.698   | 1.494,28      | 104                 |
| Dahme-Spreewald (in Lübben)            | 147.871   | 2.260,94      | 65                  |
| Elbe-Elster (in Herzberg)              | 136.286   | 1.869,46      | 72                  |
| Havelland (in Rathenow)                | 133.823   | 1.706,97      | 78                  |
| Märkisch-Oderland (in Seelow)          | 175.033   | 2.127,60      | 82                  |
| Oberhavel (in Oranienburg)             | 173.666   | 1.794,98      | 97                  |
| Oberspreewald-Lausitz (in Senftenberg) | 155.024   | 1.216,53      | 127                 |
| Oder-Spree (in Beeskow)                | 193.006   | 2.242,22      | 86                  |
| Ostprignitz-Ruppin (in Neuruppin)      | 115.637   | 2.520,25      | 46                  |
| Potsdam-Mittelmark (in Belzig)         | 184.987   | 2.682,80      | 69                  |
| Prignitz (in Perleberg)                | 100.422   | 2.122,89      | 47                  |
| Spree-Neiße (in Forst (Lausitz))       | 154.856   | 1.661,54      | 93                  |
| Teltow-Fläming (in Luckenwalde)        | 150.241   | 2.091,91      | 72                  |
| Uckermark (in Prenzlau)                | 169.029   | 3.058,18      | 52                  |

## Bremen
| Kreisfreie Stadt | Einwohner | Fläche in km2 | Bev.-Dichte Ew./km2 |
| ---------------- | --------- | ------------- | ------------------- |
| Bremen           | 548.826   | 326,55        | 1.681               |
| Bremerhaven      | 128.944   | 77,68         | 1.660               |

## Hessen
| Kreisfreie Stadt                              | Einwohner | Fläche in km2 | Bev.-Dichte Ew./km2 |
| --------------------------------------------- | --------- | ------------- | ------------------- |
| Darmstadt                                     | 138.442   | 122,23        | 1.133               |
| Frankfurt am Main                             | 647.304   | 248,36        | 2.606               |
| Offenbach am Main                             | 116.610   | 44,84         | 2.601               |
| Wiesbaden                                     | 267.669   | 203,92        | 1.313               |
| Landkreis (ggf. Sitz)                         | Einwohner | Fläche in km2 | Bev.-Dichte Ew./km2 |
| Bergstraße (in Heppenheim)                    | 259.991   | 719,53        | 361                 |
| Darmstadt-Dieburg (in Darmstadt)              | 280.978   | 658,49        | 427                 |
| Groß Gerau                                    | 247.014   | 453,09        | 545                 |
| Hochtaunuskreis (in Bad Homburg vor der Höhe) | 220.823   | 482,04        | 458                 |
| Main-Kinzig-Kreis (in Hanau)                  | 402.399   | 1.397,57      | 288                 |
| Main-Taunus-Kreis (in Hofheim am Taunus)      | 214.519   | 222,40        | 965                 |
| Odenwaldkreis (in Erbach)                     | 99.069    | 623,96        | 159                 |
| Offenbach                                     | 330.352   | 356,27        | 927                 |
| Rheingau-Taunus-Kreis (in Bad Schwalbach)     | 183.193   | 811,47        | 226                 |
| Wetteraukreis (in Friedberg (Hessen))         | 286.174   | 1.100,66      | 260                 |
| Regierungsbezirk Darmstadt                    | 3.694.537 | 7.444,83      | 496                 |

| Landkreis (ggf. Sitz)                    | Einwohner | Fläche in km2 | Bev.-Dichte Ew./km2 |
| ---------------------------------------- | --------- | ------------- | ------------------- |
| Gießen                                   | 253.121   | 854,61        | 296                 |
| Lahn-Dill-Kreis (in Wetzlar)             | 263.647   | 1.066,55      | 247                 |
| Limburg-Weilburg (in Limburg a. d. Lahn) | 172.343   | 738,33        | 233                 |
| Marburg-Biedenkopf (in Marburg)          | 252.155   | 1.262,64      | 200                 |
| Vogelsbergkreis (in Lauterbach)          | 119.101   | 1.458,97      | 82                  |
| Regierungsbezirk Gießen                  | 1.060.367 | 5.381,00      | 197                 |

| Kreisfreie Stadt                       | Einwohner | Fläche in km2 | Bev.-Dichte Ew./km2 |
| -------------------------------------- | --------- | ------------- | ------------------- |
| Kassel                                 | 200.927   | 106,77        | 1.882               |
| Landkreis (ggf. Sitz)                  | Einwohner | Fläche in km2 | Bev.-Dichte Ew./km2 |
| Fulda                                  | 214.147   | 1.380,36      | 155                 |
| Hersfeld-Rotenburg (in Bad Hersfeld)   | 133.045   | 1.097,06      | 121                 |
| Kassel                                 | 242.940   | 1.292,76      | 188                 |
| Schwalm-Eder-Kreis (in Homberg (Efze)) | 193.316   | 1.538,44      | 126                 |
| Waldeck-Frankenberg (in Korbach)       | 170.936   | 1.848,55      | 92                  |
| Werra-Meißner-Kreis (in Eschwege)      | 117.069   | 1.024,68      | 114                 |
| Regierungsbezirk Kassel                | 1.272.380 | 8.288,62      | 154                 |

## Mecklenburg-Vorpommern
| Kreisfreie Stadt                      | Einwohner | Fläche in km2 | Bev.-Dichte Ew./km2 |
| ------------------------------------- | --------- | ------------- | ------------------- |
| Greifswald                            | 59.558    | 50,17         | 1.187               |
| Neubrandenburg                        | 79.041    | 85,66         | 923                 |
| Rostock                               | 221.029   | 180,62        | 1.224               |
| Schwerin                              | 111.029   | 130,15        | 853                 |
| Stralsund                             | 64.385    | 38,67         | 1.665               |
| Wismar                                | 49.551    | 41,54         | 1.193               |
| Landkreis (ggf. Sitz)                 | Einwohner | Fläche in km2 | Bev.-Dichte Ew./km2 |
| Bad Doberan                           | 105.212   | 1.361,68      | 77                  |
| Demmin                                | 98.630    | 1.921,41      | 51                  |
| Güstrow                               | 116.001   | 2.057,74      | 56                  |
| Ludwigslust                           | 128.072   | 2.516,56      | 51                  |
| Mecklenburg-Strelitz (in Neustrelitz) | 87.484    | 2.089,22      | 42                  |
| Müritz (in Waren (Müritz))            | 70.458    | 1.713,71      | 41                  |
| Nordvorpommern (in Grimmen)           | 119.295   | 2.167,67      | 55                  |
| Nordwestmecklenburg (in Grevesmühlen) | 116.489   | 2.075,03      | 56                  |
| Ostvorpommern (in Anklam)             | 115.457   | 1.940,10      | 60                  |
| Parchim                               | 108.344   | 2.232,70      | 49                  |
| Rügen (in Bergen auf Rügen)           | 78.331    | 973,87        | 80                  |
| Uecker-Randow (in Pasewalk)           | 88.830    | 1.593,74      | 56                  |

## Niedersachsen
| Kreisfreie Stadt              | Einwohner | Fläche in km2 | Bev.-Dichte Ew./km2 |
| ----------------------------- | --------- | ------------- | ------------------- |
| Braunschweig                  | 251.320   | 192,07        | 1.308               |
| Salzgitter                    | 116.865   | 223,94        | 522                 |
| Wolfsburg                     | 124.655   | 203,99        | 611                 |
| Landkreis                     | Einwohner | Fläche in km2 | Bev.-Dichte Ew./km2 |
| Gifhorn                       | 163.964   | 1.561,92      | 105                 |
| Goslar                        | 160.273   | 965,04        | 166                 |
| Göttingen                     | 267.233   | 1.117,09      | 239                 |
| Helmstedt                     | 101.237   | 673,76        | 150                 |
| Northeim                      | 153.610   | 1.266,73      | 121                 |
| Osterode am Harz              | 88.209    | 636,11        | 139                 |
| Peine                         | 127.902   | 534,42        | 239                 |
| Wolfenbüttel                  | 122.574   | 722,19        | 170                 |
| Regierungsbezirk Braunschweig | 1.677.842 | 8.097,26      | 207                 |

| Kreisfreie Stadt           | Einwohner | Fläche in km2 | Bev.-Dichte Ew./km2 |
| -------------------------- | --------- | ------------- | ------------------- |
| Hannover                   | 522.574   | 204,07        | 2.561               |
| Landkreis (ggf. Sitz)      | Einwohner | Fläche in km2 | Bev.-Dichte Ew./km2 |
| Diepholz                   | 205.499   | 1.987,38      | 103                 |
| Hameln-Pyrmont (in Hameln) | 163.931   | 796,14        | 206                 |
| Hannover                   | 590.418   | 2.085,92      | 283                 |
| Hildesheim                 | 292.970   | 1.205,33      | 243                 |
| Holzminden                 | 83.317    | 692,45        | 120                 |
| Nienburg (Weser)           | 124.435   | 1.398,67      | 89                  |
| Schaumburg (in Stadthagen) | 163.698   | 675,57        | 242                 |
| Regierungsbezirk Hannover  | 2.146.742 | 9.045,53      | 237                 |

| Landkreis (ggf. Sitz)                   | Einwohner | Fläche in km2 | Bev.-Dichte Ew./km2 |
| --------------------------------------- | --------- | ------------- | ------------------- |
| Celle                                   | 179.742   | 1.544,87      | 116                 |
| Cuxhaven                                | 199.601   | 2.072,52      | 96                  |
| Harburg (in Winsen (Luhe))              | 219.441   | 1.244,52      | 176                 |
| Lüchow-Dannenberg (in Lüchow)           | 51.860    | 1.219,56      | 43                  |
| Lüneburg                                | 157.847   | 1.322,18      | 119                 |
| Osterholz (in Osterholz-Scharmbeck)     | 106.011   | 650,67        | 163                 |
| Rotenburg (Wümme)                       | 154.643   | 2.069,84      | 75                  |
| Soltau-Fallingbostel (in Fallingbostel) | 136.085   | 1.873,35      | 73                  |
| Stade                                   | 185.553   | 1.265,95      | 147                 |
| Uelzen                                  | 96.176    | 1.453,58      | 66                  |
| Verden                                  | 129.362   | 787,67        | 164                 |
| Regierungsbezirk Lüneburg               | 1.616.321 | 15.504,71     | 104                 |

| Kreisfreie Stadt                      | Einwohner | Fläche in km2 | Bev.-Dichte Ew./km2 |
| ------------------------------------- | --------- | ------------- | ------------------- |
| Delmenhorst                           | 78.238    | 62,36         | 1.255               |
| Emden                                 | 51.470    | 112,52        | 457                 |
| Oldenburg (Oldenburg)                 | 152.846   | 102,97        | 1.484               |
| Osnabrück                             | 167.326   | 119,79        | 1.397               |
| Wilhelmshaven                         | 89.604    | 103,37        | 867                 |
| Landkreis (ggf. Sitz)                 | Einwohner | Fläche in km2 | Bev.-Dichte Ew./km2 |
| Ammerland (in Westerstede)            | 104.962   | 728,20        | 144                 |
| Aurich                                | 181.548   | 1.287,26      | 141                 |
| Cloppenburg                           | 142.680   | 1.417,65      | 101                 |
| Emsland (in Meppen)                   | 295.443   | 2.880,80      | 103                 |
| Friesland (in Jever)                  | 98.638    | 607,66        | 162                 |
| Grafschaft Bentheim (in Bad Bentheim) | 126.676   | 980,83        | 129                 |
| Leer                                  | 155.721   | 1.085,80      | 143                 |
| Oldenburg (in Wildeshausen)           | 114.187   | 1.062,90      | 107                 |
| Osnabrück                             | 344.568   | 2.121,50      | 162                 |
| Vechta                                | 120.311   | 812,49        | 148                 |
| Wesermarsch (in Brake)                | 94.401    | 822,02        | 115                 |
| Wittmund                              | 55.624    | 655,62        | 85                  |
| Regierungsbezirk Weser-Ems            | 2.374.243 | 14.964,74     | 159                 |

## Nordrhein-Westfalen
| Kreisfreie Stadt                  | Einwohner | Fläche in km2 | Bev.-Dichte Ew./km2 |
| --------------------------------- | --------- | ------------- | ------------------- |
| Bochum                            | 398.467   | 145,43        | 2.740               |
| Dortmund                          | 597.024   | 280,27        | 2.130               |
| Hagen                             | 210.950   | 160,36        | 1.315               |
| Hamm                              | 182.213   | 226,26        | 805                 |
| Herne                             | 178.718   | 51,41         | 3.476               |
| Kreis (ggf. Sitz)                 | Einwohner | Fläche in km2 | Bev.-Dichte Ew./km2 |
| Ennepe-Ruhr-Kreis (in Schwelm)    | 351.482   | 406,74        | 861                 |
| Hochsauerlandkreis (in Meschede)  | 284.392   | 1.957,64      | 145                 |
| Märkischer Kreis (in Lüdenscheid) | 459.548   | 1.060,14      | 434                 |
| Olpe                              | 138.528   | 709,24        | 195                 |
| Siegen-Wittgenstein (in Siegen)   | 299.162   | 1.131,29      | 264                 |
| Soest                             | 301.449   | 1.327,48      | 227                 |
| Unna                              | 425.305   | 542,65        | 784                 |
| Regierungsbezirk Arnsberg         | 3.827.238 | 8.002,24      | 478                 |

| Kreisfreie Stadt            | Einwohner | Fläche in km2 | Bev.-Dichte Ew./km2 |
| --------------------------- | --------- | ------------- | ------------------- |
| Bielefeld                   | 324.132   | 257,69        | 1.258               |
| Kreis (ggf. Sitz)           | Einwohner | Fläche in km2 | Bev.-Dichte Ew./km2 |
| Gütersloh                   | 333.162   | 967,16        | 344                 |
| Herford                     | 252.378   | 449,93        | 561                 |
| Höxter                      | 155.074   | 1.199,64      | 129                 |
| Lippe (in Detmold)          | 362.079   | 1.246,37      | 291                 |
| Minden-Lübbecke (in Minden) | 318.400   | 1.152,16      | 276                 |
| Paderborn                   | 281.435   | 1.245,00      | 226                 |
| Regierungsbezirk Detmold    | 2.026.660 | 6.517,95      | 311                 |

| Kreisfreie Stadt            | Einwohner | Fläche in km2 | Bev.-Dichte Ew./km2 |
| --------------------------- | --------- | ------------- | ------------------- |
| Duisburg                    | 532.701   | 232,82        | 2.288               |
| Düsseldorf                  | 571.475   | 216,99        | 2.634               |
| Essen                       | 611.827   | 210,35        | 2.909               |
| Krefeld                     | 247.772   | 137,55        | 1.801               |
| Mönchengladbach             | 266.873   | 170,44        | 1.566               |
| Mülheim an der Ruhr         | 176.000   | 91,27         | 1.928               |
| Oberhausen                  | 223.884   | 77,04         | 2.906               |
| Remscheid                   | 121.592   | 74,60         | 1.630               |
| Solingen                    | 165.087   | 89,45         | 1.846               |
| Wuppertal                   | 379.820   | 168,37        | 2.256               |
| Kreis                       | Einwohner | Fläche in km2 | Bev.-Dichte Ew./km2 |
| Kleve                       | 290.969   | 1.231,44      | 236                 |
| Mettmann                    | 504.522   | 407,09        | 1.239               |
| Neuss                       | 439.328   | 576,22        | 762                 |
| Viersen                     | 291.137   | 563,27        | 517                 |
| Wesel                       | 467.948   | 1.042,33      | 449                 |
| Regierungsbezirk Düsseldorf | 5.290.935 | 5.289,23      | 1.000               |

| Kreisfreie Stadt                                  | Einwohner | Fläche in km2 | Bev.-Dichte Ew./km2 |
| ------------------------------------------------- | --------- | ------------- | ------------------- |
| Aachen                                            | 247.792   | 160,82        | 1.541               |
| Bonn                                              | 302.873   | 141,23        | 2.145               |
| Köln                                              | 964.346   | 405,14        | 2.380               |
| Leverkusen                                        | 162.977   | 78,86         | 2.067               |
| Kreis (ggf. Sitz)                                 | Einwohner | Fläche in km2 | Bev.-Dichte Ew./km2 |
| Aachen                                            | 303.116   | 546,56        | 555                 |
| Düren                                             | 260.081   | 941,18        | 276                 |
| Erftkreis                                         | 444.878   | 704,83        | 631                 |
| Euskirchen                                        | 183.564   | 1.249,06      | 147                 |
| Heinsberg                                         | 241.420   | 627,88        | 385                 |
| Oberbergischer Kreis (in Gummersbach)             | 282.074   | 918,12        | 307                 |
| Rheinisch-Bergischer Kreis (in Bergisch Gladbach) | 270.967   | 437,67        | 619                 |
| Rhein-Sieg-Kreis (in Siegburg)                    | 552.217   | 1.153,45      | 479                 |
| Regierungsbezirk Köln                             | 4.216.305 | 7.364,80      | 572                 |

| Kreisfreie Stadt         | Einwohner | Fläche in km2 | Bev.-Dichte Ew./km2 |
| ------------------------ | --------- | ------------- | ------------------- |
| Bottrop                  | 121.051   | 100,61        | 1.203               |
| Gelsenkirchen            | 289.023   | 104,84        | 2.757               |
| Münster                  | 265.748   | 302,79        | 878                 |
| Kreis                    | Einwohner | Fläche in km2 | Bev.-Dichte Ew./km2 |
| Borken                   | 346.875   | 1.415,68      | 245                 |
| Coesfeld                 | 205.763   | 1.107,80      | 185                 |
| Recklinghausen           | 662.712   | 759,58        | 872                 |
| Steinfurt                | 421.096   | 1.790,53      | 235                 |
| Warendorf                | 274.309   | 1.313,68      | 209                 |
| Regierungsbezirk Münster | 2.586.577 | 6.903,48      | 375                 |

## Rheinland-Pfalz
| Kreisfreie Stadt                  | Einwohner | Fläche in km2 | Bev.-Dichte Ew./km2 |
| --------------------------------- | --------- | ------------- | ------------------- |
| Koblenz                           | 109.332   | 105.08        | 1.040               |
| Landkreis (ggf. Sitz)             | Einwohner | Fläche in km2 | Bev.-Dichte Ew./km2 |
| Ahrweiler                         | 126.322   | 786,99        | 161                 |
| Altenkirchen (Westerwald)         | 136.009   | 642,02        | 212                 |
| Bad Kreuznach                     | 156.034   | 863,74        | 181                 |
| Birkenfeld                        | 90.902    | 776,58        | 117                 |
| Cochem-Zell (in Cochem)           | 65.066    | 719,91        | 90                  |
| Mayen-Koblenz (in Koblenz)        | 206.337   | 817,09        | 253                 |
| Neuwied                           | 180.175   | 626,80        | 287                 |
| Rhein-Hunsrück-Kreis (in Simmern) | 104.073   | 962,88        | 108                 |
| Rhein-Lahn-Kreis (in Bad Ems)     | 127.863   | 782,37        | 164                 |
| Westerwaldkreis (in Montabaur)    | 197.567   | 988,80        | 200                 |
| Regierungsbezirk Koblenz          | 1.499.680 | 8.072,26      | 186                 |

| Kreisfreie Stadt                             | Einwohner | Fläche in km2 | Bev.-Dichte Ew./km2 |
| -------------------------------------------- | --------- | ------------- | ------------------- |
| Frankenthal (Pfalz)                          | 48.608    | 43,78         | 1.110               |
| Kaiserslautern                               | 101.549   | 139,71        | 727                 |
| Landau in der Pfalz                          | 40.110    | 82,93         | 484                 |
| Ludwigshafen am Rhein                        | 167.098   | 77,67         | 2.151               |
| Mainz                                        | 184.752   | 97,75         | 1.890               |
| Neustadt an der Weinstraße                   | 53.810    | 117,11        | 459                 |
| Pirmasens                                    | 47.739    | 61,41         | 777                 |
| Speyer                                       | 49.513    | 42,59         | 1.163               |
| Worms                                        | 80.535    | 108,73        | 741                 |
| Zweibrücken                                  | 35.882    | 70,62         | 508                 |
| Landkreis (ggf. Sitz)                        | Einwohner | Fläche in km2 | Bev.-Dichte Ew./km2 |
| Alzey-Worms (in Alzey)                       | 118.484   | 588,02        | 201                 |
| Bad Dürkheim                                 | 131.602   | 594,77        | 221                 |
| Donnersbergkreis (in Kirchheimbolanden)      | 76.777    | 645,48        | 119                 |
| Germersheim                                  | 120.032   | 463,26        | 259                 |
| Kaiserslautern                               | 109.855   | 639,83        | 172                 |
| Kusel                                        | 79.578    | 573,51        | 139                 |
| Ludwigshafen                                 | 144.571   | 304,88        | 474                 |
| Mainz-Bingen (in Mainz)                      | 189.358   | 605,88        | 313                 |
| Südliche Weinstraße (in Landau in der Pfalz) | 107.637   | 639,87        | 169                 |
| Pirmasens                                    | 105.730   | 953,75        | 111                 |
| Regierungsbezirk Rheinhessen-Pfalz           | 1.993.220 | 6.851,55      | 291                 |

| Kreisfreie Stadt                  | Einwohner | Fläche in km2 | Bev.-Dichte Ew./km2 |
| --------------------------------- | --------- | ------------- | ------------------- |
| Trier                             | 99.750    | 117,14        | 852                 |
| Landkreis (ggf. Sitz)             | Einwohner | Fläche in km2 | Bev.-Dichte Ew./km2 |
| Bernkastel-Wittlich (in Wittlich) | 113.691   | 1.177,69      | 97                  |
| Bitburg-Prüm                      | 96.325    | 1.626,03      | 59                  |
| Daun                              | 63.248    | 911,00        | 69                  |
| Trier-Saarburg (in Trier)         | 134.653   | 1.090,83      | 123                 |
| Regierungsbezirk Trier            | 507.667   | 4.922,69      | 103                 |

## Saarland
| Landkreis (ggf. Sitz)        | Einwohner | Fläche in km2 | Bev.-Dichte Ew./km2 |
| ---------------------------- | --------- | ------------- | ------------------- |
| Merzig-Wadern (in Merzig)    | 106.044   | 554,86        | 191                 |
| Neunkirchen (in Ottweiler)   | 150.270   | 249,15        | 603                 |
| Stadtverband Saarbrücken     | 357.848   | 410,61        | 872                 |
| Saarlouis                    | 215.506   | 459,13        | 469                 |
| Saarpfalz-Kreis (in Homburg) | 158.064   | 420,24        | 376                 |
| Sankt Wendel                 | 96.452    | 476,16        | 203                 |

## Sachsen
| Kreisfreie Stadt                          | Einwohner | Fläche in km2 | Bev.-Dichte Ew./km2 |
| ----------------------------------------- | --------- | ------------- | ------------------- |
| Chemnitz                                  | 259.187   | 143,01        | 1.812               |
| Plauen                                    | 67.378    | 68,05         | 990                 |
| Zwickau                                   | 102.752   | 73,48         | 1.398               |
| Landkreis (ggf. Sitz)                     | Einwohner | Fläche in km2 | Bev.-Dichte Ew./km2 |
| Annaberg (in Annaberg-Buchholz)           | 91.470    | 438,17        | 209                 |
| Aue-Schwarzenberg (in Aue)                | 148.105   | 528,24        | 280                 |
| Chemnitzer Land (in Glauchau)             | 154.046   | 368,46        | 418                 |
| Freiberg                                  | 156.190   | 913,37        | 171                 |
| Mittlerer Erzgebirgskreis (in Marienberg) | 99.172    | 608,58        | 163                 |
| Mittweida                                 | 144.685   | 785,45        | 184                 |
| Stollberg                                 | 99.822    | 286,10        | 349                 |
| Vogtlandkreis (in Plauen)                 | 215.445   | 1.343,86      | 160                 |
| Zwickauer Land (in Werdau)                | 144.115   | 540,11        | 267                 |
| Regierungsbezirk Chemnitz                 | 1.682.367 | 6.096,88      | 276                 |

| Kreisfreie Stadt                                | Einwohner | Fläche in km2 | Bev.-Dichte Ew./km2 |
| ----------------------------------------------- | --------- | ------------- | ------------------- |
| Dresden                                         | 461.303   | 225,79        | 2.043               |
| Görlitz                                         | 64.518    | 44,11         | 1.463               |
| Hoyerswerda                                     | 57.566    | 81,94         | 703                 |
| Landkreis (ggf. Sitz)                           | Einwohner | Fläche in km2 | Bev.-Dichte Ew./km2 |
| Bautzen                                         | 162.217   | 955,46        | 170                 |
| Kamenz                                          | 163.201   | 1.386,82      | 118                 |
| Löbau-Zittau (in Zittau)                        | 162.158   | 698,50        | 232                 |
| Meißen                                          | 165.530   | 698,93        | 237                 |
| Niederschlesischer Oberlausitzkreis (in Niesky) | 113.551   | 1.357,23      | 84                  |
| Riesa-Großenhain (in Großenhain)                | 127.267   | 820,50        | 155                 |
| Sächsische Schweiz (in Pirna)                   | 160.559   | 929,04        | 173                 |
| Weißeritzkreis (in Dippoldiswalde)              | 117.597   | 732,00        | 161                 |
| Regierungsbezirk Dresden                        | 1.755.467 | 7.930,32      | 221                 |

| Kreisfreie Stadt            | Einwohner | Fläche in km2 | Bev.-Dichte Ew./km2 |
| --------------------------- | --------- | ------------- | ------------------- |
| Leipzig                     | 457.173   | 158,27        | 2.889               |
| Landkreis (ggf. Sitz)       | Einwohner | Fläche in km2 | Bev.-Dichte Ew./km2 |
| Delitzsch                   | 98.062    | 778,85        | 126                 |
| Döbeln                      | 80.927    | 423,96        | 191                 |
| Leipziger Land (in Leipzig) | 241.662   | 979,96        | 247                 |
| Muldentalkreis (in Grimma)  | 125.147   | 876,99        | 143                 |
| Torgau-Oschatz (in Torgau)  | 104.897   | 1.167,48      | 90                  |
| Regierungsbezirk Leipzig    | 1.107.868 | 4.385,51      | 253                 |

## Sachsen-Anhalt
| Kreisfreie Stadt          | Einwohner | Fläche in km2 | Bev.-Dichte Ew./km2 |
| ------------------------- | --------- | ------------- | ------------------- |
| Dessau                    | 90.131    | 147,96        | 609                 |
| Landkreis (ggf. Sitz)     | Einwohner | Fläche in km2 | Bev.-Dichte Ew./km2 |
| Anhalt-Zerbst (in Zerbst) | 79.440    | 1.225,35      | 65                  |
| Bernburg                  | 72.679    | 413,88        | 176                 |
| Bitterfeld                | 116.822   | 504,58        | 232                 |
| Köthen                    | 72.636    | 480,35        | 151                 |
| Wittenberg                | 138.530   | 1.507,92      | 92                  |
| Regierungsbezirk Dessau   | 570.238   | 4.280,04      | 133                 |

| Kreisfreie Stadt                          | Einwohner | Fläche in km2 | Bev.-Dichte Ew./km2 |
| ----------------------------------------- | --------- | ------------- | ------------------- |
| Halle (Saale)                             | 276.624   | 134,97        | 2.050               |
| Landkreis (ggf. Sitz)                     | Einwohner | Fläche in km2 | Bev.-Dichte Ew./km2 |
| Burgenlandkreis (in Naumburg (Saale))     | 148.566   | 1.040,93      | 143                 |
| Mansfelder Land (in Eisleben)             | 112.880   | 758,66        | 149                 |
| Merseburg-Querfurt (in Merseburg (Saale)) | 139.625   | 804,67        | 174                 |
| Saalkreis (in Halle (Saale))              | 72.520    | 628,26        | 115                 |
| Sangerhausen                              | 71.484    | 689,68        | 104                 |
| Weißenfels                                | 81.337    | 372,52        | 218                 |
| Regierungsbezirk Halle                    | 903.036   | 4.429,69      | 204                 |

| Kreisfreie Stadt                        | Einwohner | Fläche in km2 | Bev.-Dichte Ew./km2 |
| --------------------------------------- | --------- | ------------- | ------------------- |
| Magdeburg                               | 251.031   | 192,96        | 1.301               |
| Landkreis (ggf. Sitz)                   | Einwohner | Fläche in km2 | Bev.-Dichte Ew./km2 |
| Altmarkkreis Salzwedel (in Salzwedel)   | 105.541   | 2.292,06      | 46                  |
| Aschersleben-Staßfurt (in Aschersleben) | 108.627   | 654,71        | 166                 |
| Bördekreis (in Oschersleben (Bode))     | 81.898    | 880,45        | 93                  |
| Halberstadt                             | 81.616    | 665,32        | 123                 |
| Jerichower Land (in Burg)               | 101.543   | 1.336,54      | 76                  |
| Ohrekreis (in Haldensleben)             | 113.361   | 1.493,90      | 76                  |
| Quedlinburg                             | 82.271    | 540,10        | 152                 |
| Schönebeck                              | 80.142    | 460,48        | 174                 |
| Stendal                                 | 146.398   | 2.422,99      | 60                  |
| Wernigerode                             | 97.918    | 798,22        | 123                 |
| Regierungsbezirk Magdeburg              | 1.250.346 | 11.737,73     | 107                 |

## Schleswig-Holstein
| Kreisfreie Stadt                     | Einwohner | Fläche in km2 | Bev.-Dichte Ew./km2 |
| ------------------------------------ | --------- | ------------- | ------------------- |
| Flensburg                            | 86.630    | 56,44         | 1.535               |
| Kiel                                 | 243.728   | 116,82        | 2.086               |
| Lübeck                               | 215.673   | 214,14        | 1.007               |
| Neumünster                           | 81.796    | 71,56         | 1.143               |
| Kreis (ggf. Sitz)                    | Einwohner | Fläche in km2 | Bev.-Dichte Ew./km2 |
| Dithmarschen (in Heide)              | 134.927   | 1.436,42      | 94                  |
| Herzogtum Lauenburg (in Ratzeburg)   | 172.133   | 1.263,08      | 136                 |
| Nordfriesland (in Husum)             | 160.725   | 2.049,36      | 78                  |
| Ostholstein (in Eutin)               | 198.276   | 1.391,54      | 142                 |
| Pinneberg                            | 284.854   | 664,29        | 429                 |
| Plön                                 | 127.167   | 1.082,59      | 117                 |
| Rendsburg-Eckernförde (in Rendsburg) | 260.723   | 2.185,81      | 119                 |
| Schleswig-Flensburg (in Schleswig)   | 190.659   | 2.071,51      | 92                  |
| Segeberg (in Bad Segeberg)           | 239.705   | 1.344,32      | 178                 |
| Steinburg (in Itzehoe)               | 133.974   | 1.056,27      | 127                 |
| Stormarn (in Bad Oldesloe)           | 211.323   | 766,31        | 276                 |

## Thüringen
| Kreisfreie Stadt                                | Einwohner | Fläche in km2 | Bev.-Dichte Ew./km2 |
| ----------------------------------------------- | --------- | ------------- | ------------------- |
| Erfurt                                          | 208.179   | 269,08        | 774                 |
| Gera                                            | 121.156   | 151,97        | 797                 |
| Jena                                            | 100.278   | 114,20        | 878                 |
| Suhl                                            | 52.556    | 102,73        | 512                 |
| Weimar                                          | 61.964    | 84,26         | 735                 |
| Landkreis (ggf. Sitz)                           | Einwohner | Fläche in km2 | Bev.-Dichte Ew./km2 |
| Altenburger Land (in Altenburg)                 | 119.359   | 569,08        | 210                 |
| Eichsfeld (in Heilbad Heiligenstadt)            | 117.015   | 939,83        | 125                 |
| Gotha                                           | 148.868   | 935,68        | 159                 |
| Greiz                                           | 127.186   | 843,38        | 151                 |
| Hildburghausen                                  | 75.085    | 937,24        | 80                  |
| Ilm-Kreis (in Arnstadt)                         | 122.890   | 939,83        | 146                 |
| Kyffhäuserkreis (in Sondershausen)              | 97.499    | 1.035,08      | 94                  |
| Nordhausen                                      | 101.309   | 710,86        | 143                 |
| Saale-Holzland-Kreis (in Eisenberg)             | 92.901    | 816,96        | 114                 |
| Saale-Orla-Kreis (in Schleiz)                   | 101.598   | 1.148,27      | 88                  |
| Saalfeld-Rudolstadt (in Saalfeld/Saale)         | 117.015   | 939,83        | 125                 |
| Schmalkalden-Meiningen (in Meiningen)           | 146.348   | 1.209,59      | 121                 |
| Sömmerda                                        | 82.543    | 804,11        | 103                 |
| Sonneberg                                       | 70.193    | 433,35        | 162                 |
| Unstrut-Hainich-Kreis (in Mühlhausen/Thüringen) | 122.068   | 975,42        | 125                 |
| Wartburgkreis (in Bad Salzungen)                | 193.181   | 1.408,67      | 137                 |
| Weimarer Land (in Apolda)                       | 90.414    | 796,22        | 114                 |

1871 |
1900 |
1925 |
1937 |
1947 |
1957 |
1977 |
1991 |
1997 |
2017